# Jan Tarnowski (prymas Polski)
Jan Tarnowski herbu Rola (ur. 4 stycznia 1552, zm. 14 września 1605 w Łowiczu) – arcybiskup gnieźnieński i prymas Polski od 1603, biskup poznański od 1598, biskup kujawski od 1600, podkanclerzy koronny od 1591, od 1581 referendarz wielki koronny od 1581 roku, sekretarz króla Stefana Batorego.

## Życiorys
5 czerwca 1604 odbył ingres do katedry gnieźnieńskiej. Archidiecezją zarządzał z Łowicza. Był jednym z najwierniejszych stronników króla Zygmunta III. Zwalczał wpływy polityczne obozu kanclerza Jana Zamojskiego.
Zmarł 14 września 1605 na zamku biskupim w Łowiczu. Pochowany w kolegiacie łowickiej.